# Gong (dziecięcy zespół muzyczny)
Gong (oficjalna nazwa: „GONG” – Dziecięcy Zespół Wokalny) – polska dziecięca grupa muzyczna, założona w 1982 roku  w klubie osiedlowym „Tytus” na Ochocie (Rakowiec) w Warszawie z inicjatywy Joanny Kalinowskiej. Do samego końca działalności (do roku 2014) jego siedzibą był Dom Kultury „Rakowiec” w Warszawie.
Pierwszy publiczny występ zespołu miał miejsce 8 marca 1982 w Szkole Podstawowej Nr 10 w Warszawie.
W swojej historii zespół dał 894 koncerty, nagrał kilkanaście płyt. Popularność zdobył występami w znanych w latach 80. programach dziecięcych, takich jak Fasola, Tik-Tak, Teleferie, 5-10-15, Tęczowy Music Box „Muzyczna skakanka” i innych. Piosenka „A co to jest Dziabąg?” przyniosła zespołowi kolejny teledysk i prawdziwą sławę. Dwie kolejne piosenki („Jadą misie” i „Biega lato”) gościły nawet na radiowej Liście Przebojów Trójki. Piosenki „Gongu” gościły również na dziecięcej liście przebojów w telewizyjnym programie Fasola i w telewizyjnej Dyskotece pana Jacka (Jacka Cygana).
Zespół uczestniczył w ogólnopolskich Festiwalach Kultury Młodzieży Szkolnej w Kielcach gdzie zdobywał główne nagrody (Złota Jodła). Odwiedził Rosję, Litwę, Ukrainę, Słowację, Czechy, Chorwację, Włochy, Węgry, Niemcy, Danię.

## Dyskografia
- 1987: Co to jest Dziabąg? (udział, czarna płyta winylowa)
- 1987: Dziabąg i inni (kaseta magnetofonowa)
- 1991: Nasz dziecięcy świat (kaseta magnetofonowa)
- 1993: Hetman (udział, kaseta magnetofonowa)
- 1993: Złe sny (udział)
- 1998: Pan Yapa i załoga Πi (udział)
- 1998: Bahamas w pidżamas (udział)
- 1999: Jadą misie
- 2000: Biega lato
- 2000: Najmiluśniejsze chwile
- 2001: Jadą misie na bal
- 2001: Kaczuszki i inne zwierzątka (Formacja Świstaka)
- 2001: Jadą misie po kolędzie
- 2002: Piosenki Ali i Asa (udział)
- 2003: Zagadkowa niedziela (udział)
- 2011: Album marzeń myszy